# Ludbreg
Ludbreg es una ciudad de Croacia en el condado de Varaždin.

## Geografía
Se encuentra a una altitud de 155 m s. n. m. a 98 km de la capital nacional, Zagreb.

## Demografía
En el censo 2011, el total de población de la ciudad fue de 8 478 habitantes, distribuidos en las siguientes localidades:
- Apatija - 249
- Bolfan - 410
- Čukovec - 323
- Globočec Ludbreški - 487
- Hrastovsko - 755
- Kućan Ludbreški - 186
- Ludbreg - 3 594
- Segovina - 37
- Selnik - 848
- Sigetec Ludbreški - 671
- Slokovec - 256
- Vinogradi Ludbreški - 634

| Gráfica de población de Ludbreg 1857-2011 (localidad)               |
|                                                                     |
| Según los censos de población de la oficina estadística de Croacia. |